# Francesco Mario Agnoli
Francesco Mario Agnoli (Bologna, 30 gennaio 1934) è un ex magistrato e saggista italiano.

## Biografia
È stato componente del Consiglio Superiore della Magistratura nel quadriennio 1986-1990; in tale ruolo, votò a favore di Antonino Meli nella nomina a consigliere istruttore della Procura di Palermo. È stato presidente della 2ª sezione civile della Corte d'appello di Bologna.
Nell'ambito degli studi storici i suoi interessi si sono concentrati in particolare sulle insorgenze antifrancesi, su cui ha pubblicato il romanzo-saggio Gli Insorgenti, e sul revisionismo risorgimentale, opere attinenti sono La rivoluzione italiana (assieme a Massimo Viglione), Dossier brigantaggio e L'unità divisa. 1861-2011.
È collaboratore della rivista Il Timone. Dal 2005 è subentrato a Franco Cardini come presidente dell'Associazione Culturale Identità Europea, per cui nel 2000 ha curato la mostra "Un tempo da riscrivere: il Risorgimento italiano", nell'ambito del "Meeting per l'amicizia fra i popoli" di Rimini.

## Opere
Sulle Insorgenze
- Andreas Hofer, eroe cristiano, Res, Milano, 1979
- Gli Insorgenti Reverdito Editore, Trento, 1988, 2ª edizione Il Cerchio, Rimini 1993
- Rivoluzione, scristianizzazione, insorgenze, Krinon, Caltanissetta, 1991
- Ravenna e il sacco di Lugo di Romagna, in "Le insorgenze antifrancesi nel triennio giacobino" (1796-1799)" Apes, Roma 1992
- Insorgenze - Controrivoluzione in Italia, Mimep-Docete, Pessano, 1996
- Le Pasque Veronesi. Quando Verona insorse contro Napoleone, Il Cerchio, Rimini 1998
- 1799: La Grande Insorgenza, Controcorrente, Napoli 1999
- I processi delle Pasque Veronesi. Gli insorti veronesi davanti al tribunale militare rivoluzionario francese (maggio 1797-gennaio 1798), Il Cerchio, Rimini 2002
- Le insorgenze antigiacobine in Italia. 1796-1815, Il Cerchio, Rimini 2003
- Il giacobino pentito (2009)

Sul Risorgimento
- Gli accoltellatori, Longo, Ravenna 1981
- La conquista del Sud e il generale spagnolo José Borges, Di Giovanni, Milano 1994
- Scristianizzare l'Italia (Potere Chiesa e Popolo, 1881-1885), Il Cerchio, Rimini 1996
- La rivoluzione italiana: storia critica del Risorgimento, Il minotauro, Roma 2001
- Dossier brigantaggio: viaggio tra i ribelli al borghesismo e alla modernità, Controcorrente, Napoli 2003
- Mazzini, Solfanelli, Chieti 2007
- L'unità divisa. 1861-2011, Il Cerchio, Rimini 2010
- L'ultimo mito del Risorgimento, Il Cerchio, Rimini 2012
- La vera storia dei prigionieri borbonici dei Savoia, Il Cerchio, Rimini 2013

Altri temi storici
- L'epoca delle rivoluzioni. Dalla Rivoluzione Americana all'Unità d'Italia, Il Cerchio, Rimini 1999
- Napoleone e la fine di Venezia, Il Cerchio, Rimini 2006

Valori non negoziabili
- Antigone. Contro la democrazia Zapatera, Solfanelli, Chieti 2005
- Attacco alla famiglia, Fede & Cultura, 2007
- L'Europa fra diritti umani e '68, Fede & Cultura, 2008

Racconti
- La volpe ecologica, Edagricole, 1978
- Nuove avventure di Rainarda e altre storie, Edagricole, 1984